# Центр истории Бруклина
Центр истории Бруклина (англ. Center for Brooklyn History, сокр. CBH, ранее называлось Бруклинское историческое общество (Brooklyn Historical Society)) — музей, библиотека и образовательный центр, сохраняющие и поощряющие изучение 400-летней истории Бруклина.
Здесь хранятся материалы, касающиеся истории Бруклина и его жителей, а также проводятся выставки, которые ежегодно собирают большое количество участников. Помимо общих программ, Центр ежегодно обслуживает более 70 000 учащихся и учителей государственных школ, организуя экскурсии по выставкам, предоставляя образовательные программы и учебные планы, а также свой профессиональный персонал для обучения и консультаций.

## История
Центр истории Бруклина был основан в 1863 году Генри Пьерпонтом (1808—1888) как Историческое общество Лонг-Айленда подобно Исторического общества Новой Англии (New England Historical Society) в Бостоне. В 1985 году организация сменила название на Бруклинское историческое общество.
В 2005 году Центр истории Бруклина был в числе 406 учреждений искусства и социальных услуг Нью-Йорка, получивших грант в размере 20 миллионов долларов от корпорации Карнеги, что стало возможным благодаря мэру Нью-Йорка Майклу Блумбергу.
В декабре 2007 года Центр открыл первую в США галерею, посвященную устной истории. Первой выставкой в галерее, была инсталляция устных рассказов, фотографий, документов и артефактов под названием «Нашими словами: портреты бруклинских ветеранов Вьетнама» («In Our Own Words: Portraits of Brooklyn’s Vietnam Veterans»).
В 2010 году при каталогизации коллекции карт сотрудники обнаружили ранее не каталогизированную и редкую копию карты 1770 года Бернарда Ратцера, которая была отреставрирована и теперь доступна для публики.
В 2020 году Бруклинское историческое общество заключило соглашение о слиянии с Бруклинской публичной библиотекой, и с октября 2020 года библиотека является частью вновь названного Центра истории Бруклина.
Здание штаб-квартиры Центр истории Бруклина на углу улиц Пьерпойнт и Клинтон было построено в 1878—1881 годах по проекту архитектора Джорджа Поста в стиле неоренессанса. Джордж Пост был выбран в результате конкурса между среди 14 участников. В оформлении здания использованы терракотовые орнаменты, выполненные фирмой Perth Amboy Terra Cotta Company, а также архитектурные скульптуры Олина Леви Уорнера, где присутствуют бюсты Микеланджело, Бетховена, Гутенберга, Шекспира, Колумба, Бенджамина Франклина, викинга и коренного американца.
Здание было описано как «одно из величайших архитектурных сокровищ города», а его интерьер — как «один из величайших интерьеров Нью-Йорка 19 века». С 1966 года, согласно решению Комиссии по сохранению достопримечательностей Нью-Йорка, оно является исторической частью района Brooklyn Heights Historic District и было добавлено в Национальный реестр исторических мест США в качестве памятника в 1991 году. В октябре 1999 года началась полномасштабная реставрация здания под руководством архитектора Яна Покорного (Jan Hird Pokorny), которая окончилась в 2003 году.